# Chom-Ong-Höhle
Die Chom-Ong-Höhle in der laotischen Provinz Oudomxay gilt mit etwa 16 Kilometer Länge als die längste Höhle im nördlichen Laos. 

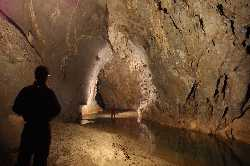
Einer der Gänge im Chom Ong-Höhlensystem

## Namensgebung
Den Einwohnern von Ban („Dorf“) Chom Ong ist die Höhle als „Tam Chia“ (Laotisch: Fledermaushöhle) bekannt, da sie in ihr Fledermäuse als Nahrung jagen und Guano gewinnen, welches als Dünger, Sprengstoff oder Schießpulver verwendet werden kann. In Anbetracht der Tatsache, dass sehr viele laotische Höhlen diesen Namen besitzen, wurde ihr zur besseren Unterscheidung von Forschergruppen der Dorfname, „Chom Ong“, zugeordnet. Auf Khmusprache bedeutet Chom Ong „Bienenstock“, was auf die Imkerei als traditionelle Erwerbstätigkeit im Dorf hindeutet.

## Lage und Infrastruktur
Die Höhle befindet sich etwa 45 Kilometer von Muang Xay, der Provinzhauptstadt Oudomxays an der Grenze des Distrikts Xay mit dem Distrikt Nam Or. Sie liegt in der Nähe des Dorfes Ban Chom Ong, dessen Bewohner der Ethnie Khmu angehören. Bei der infrastrukturellen Anbindung des Dorfes an Muang Xay handelt es sich um eine bergige Staubstraße, die in der Regenzeit sehr schlecht zu befahren ist. In der Trockenzeit werden für das Zurücklegen dieser Strecke mit Motorrad oder einem geeigneten Auto etwa zwei bis zweieinhalb Stunden benötigt. Vom Dorf ausgehend ist die Höhle in einer etwa einstündigen Wanderung zu erreichen.

## Geologie

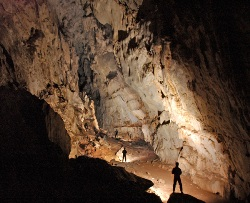
Etwa 35 Meter hohe Halle im Eingangsbereich der Höhle

Die Höhle erstreckt sich innerhalb eines vier Kilometer langen Bergzuges und hat einen Nord- sowie einen Südeingang. Ihre Deckenhöhen betragen bis zu 50 Meter, bei Gangweiten von 20 bis 30 Metern. Ihre Gesamtlänge wird nach Abschluss der Vermessungen im Januar 2010 auf 16 Kilometer geschätzt.
Vom großen, hallenartigen Hauptgang der Chom Ong gibt es zahlreiche Abzweigungen, die Rundgänge oder lange Sackgassenwege bilden. Die Höhle verläuft zudem auf mehreren Ebenen, wobei auf den niederen Bereichen der Fluss Nam Kaang fließt, welcher sich im Freien am Südende in einem Becken sammelt und durch einen Schacht in die Höhle eintritt.
Die höheren Ebenen bilden an mehreren Stellen Balkone, von denen man von etwa 15 Metern Höhe herab auf den Fluss blicken kann. Die Chom Ong zeichnet sich durch besonders eindrucksvolle Stalagmiten und Stalaktiten sowie großflächige funkelnde Sinterformationen aus.

## Geschichte
Im Jahr 2006 erfuhr das Tourismusdepartment Oudomxay auf der Suche nach potentiellen touristisch relevanten Sehenswürdigkeiten in der Provinz von der Existenz dieser Höhle. Sie war zuvor unter der Dorfbevölkerung des Ban Chom Ong schon seit Generationen bekannt, ihre einfach zugänglichen Bereiche wurden zur Jagd von Fledermäusen und Fischen sowie zur Gewinnung von Guano genutzt.
Seitdem wurden Maßnahmen unternommen, um das Dorf auf eine ökotouristische Wertschöpfung der Höhle vorzubereiten. Das Dorf sollte dabei zum Zweck der Armutsminimierung an den Einnahmen stark beteiligt werden. Mit Unterstützung des Deutschen Entwicklungsdienstes wurden 2007 Workshops wie Tourguide- und Kochtrainings für die Dorfbevölkerung durchgeführt sowie ein Gästehaus als Übernachtungsmöglichkeit für Touristen errichtet.
Im Januar 2009 vermaß eine internationale Forschergruppe des Northern Lao - European Cave Projects die Höhle streckenweise und errechnete vorläufig eine ungefähre Länge von 13,5 Kilometer. Mit Unterstützung der Schmitz Stiftung folgte die Errichtung von Toilettenhäusern und Waschstellen für die Einwohner des anliegenden Dorfes sowie eine Versorgung mit Trinkwasser durch Keramikfilter. Die ersten 450 Meter der Höhle wurden mit Beleuchtung ausgestattet.
Anfang 2010 wurden die Forschungsarbeiten an der Höhle fortgesetzt. Nach Ende der Vermessungen im Januar wird von einer Länge von etwa 16 Kilometer ausgegangen. Im selben Monat wurde eine Informationstafel vor dem Eingang der Höhle installiert und die Höhle erstmals Touristen zugänglich gemacht.